# Đ
Đ (in minuscolo đ) è una lettera derivata dall'alfabeto latino, costituita da una D con l'aggiunta di una barra orizzontale che la taglia.
La lettera non va confusa con la Ð (eth, in minuscolo ð) che è una variante insulare del simbolo đ.
La Đ veniva impiegata nel latino medioevale per indicare l'abbreviazione di parole contenenti la lettera D, ed è attualmente utilizzata in numerosi alfabeti, tra cui quello croato, nel quale fu introdotta da Đuro Daničić nel XIX secolo.
Viene anche utilizzata come simbolo fonetico in linguistica.

## Utilizzo

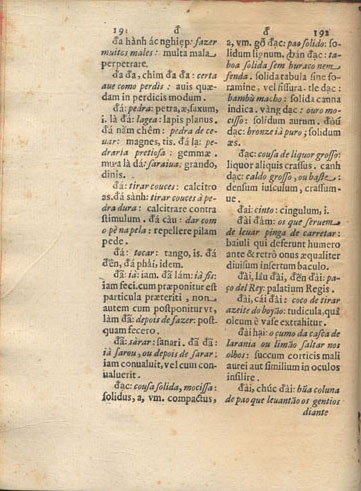
La definizione di Đ nel Dictioniarum Annamiticum di Alexandre de Rhodes, vocabolario Vietnamita-Portoghese-Latino